# 美國職棒大聯盟選秀

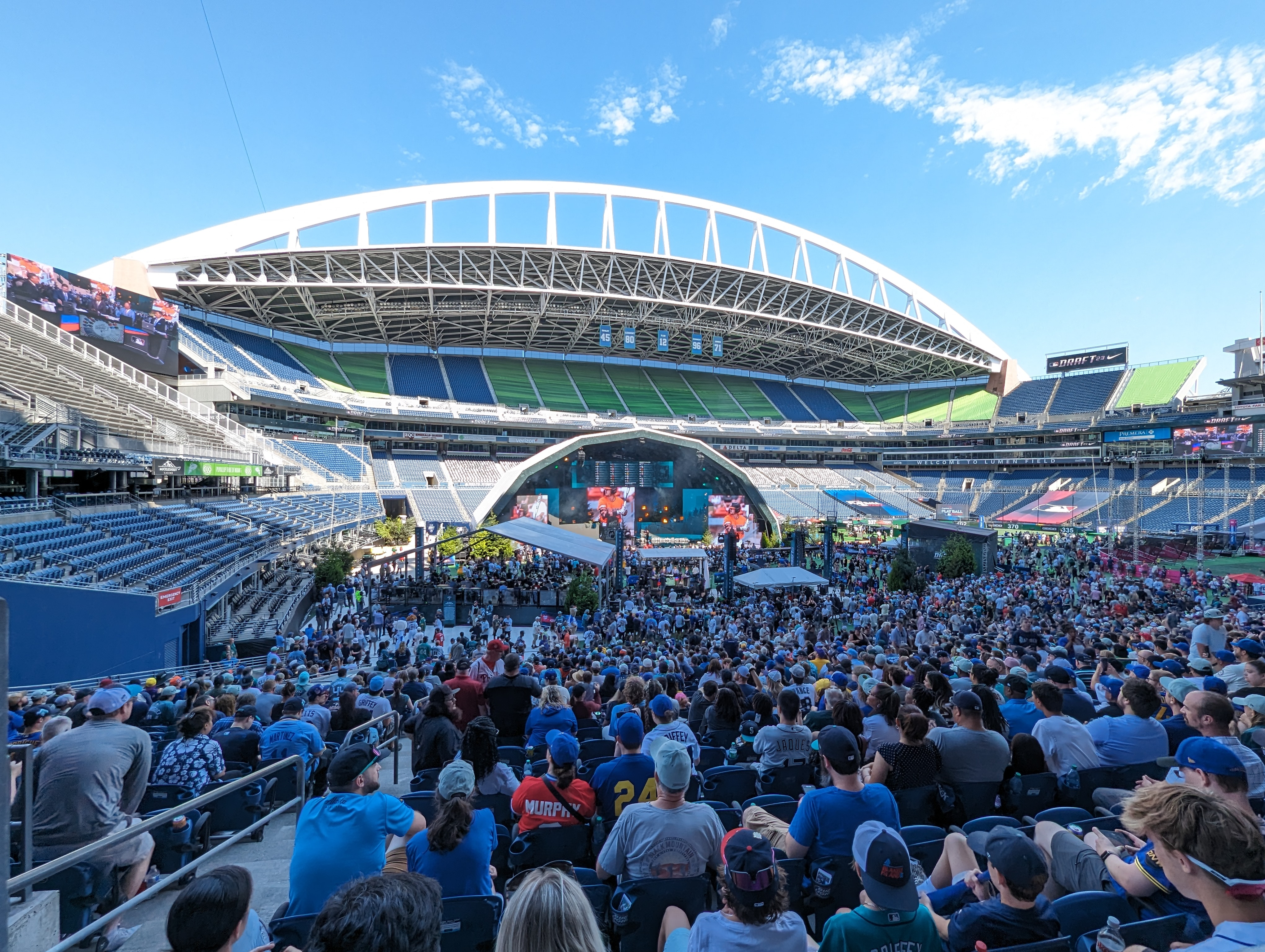
2023年選秀於流明球場

美國職棒大聯盟選秀是美國職棒大聯盟的一種選秀機制，球隊通過大聯盟選秀會選拔來自高級中學、大學和其他業餘棒球俱樂部的球員。選秀順序是根據上賽季的排名確定，擁有最差戰績的球隊將獲得第一順位。第一次業餘選秀於1965年舉行。